# Садчиков, Иван Васильевич
Ива́н Васи́льевич Са́дчиков (24 июня 1906 — 3 марта 1989) — советский дипломат. Чрезвычайный и полномочный посол СССР в Югославии (1945—1946) и в Иране (1946—1953).

## Биография
На дипломатической работе с 1939 года.
- В 1939—1942 годах — сотрудник центрального аппарата НКИД СССР.
- В 1942 году — заместитель заведующего Средневосточным отделом НКИД СССР.
- В 1943—1945 годах — заведующий Средневосточным отделом НКИД СССР.
- С 13 марта 1945 по 26 февраля 1946 года — чрезвычайный и полномочный посол СССР в Югославии[1].
- С 26 февраля 1946 по 17 июля 1953 года — чрезвычайный и полномочный посол СССР в Иране[2].
- В 1953 году — заместитель заведующего Отделом стран Ближнего и Среднего Востока МИД СССР.
- В 1953—1955 годах — заместитель заведующего IV Европейским отделом МИД СССР.
- В 1956—1959 годах — эксперт-консультант Комиссии по публикации дипломатических документов МИД СССР.
- В 1959—1970 годах — директор Московского отделения Международного бюро труда.

Похоронен в Москве на Кунцевском кладбище.

## Награды
- Орден Ленина (5 ноября 1945).
- Орден Трудового Красного Знамени (3 ноября 1944).